# 蟹江町立蟹江中学校
蟹江町立蟹江中学校（かにえちょうりつ かにえちゅうがっこう）は、愛知県海部郡蟹江町にある公立中学校。

## 敷地
本館、新館、中館、体育館、武道場、中庭がある。

## 部活動

### 運動部
- 野球部
- サッカー部
- ソフトボール部
- バスケットボール部（男・女）
- バレーボール部（男・女）
- 卓球部（男・女）
- ハンドボール部（男・女）
- ソフトテニス部（男・女）
- 剣道部（男・女）
- 水泳部（臨時）（男・女）
- 陸上部 (臨時) (男・女)

### 文化部
- 吹奏楽部
- コンピュータ部
- 造形部
- 園芸部

## 生徒会活動
- 生徒会執行部
  - 生徒会長
  - 副会長（男・女各1名）
  - 書記（男・女各1名）
  - 会計（男・女各1名）
- 学年委員会
- 体育委員会
- 生活委員会
- 保健委員会
- 給食委員会
- 環境美化委員会
- 愛の活動委員会
- 交通安全委員会
- 図書委員会
- 放送委員会

## 出身校
蟹江中学校の校区は、蟹江町立蟹江小学校・蟹江町立新蟹江小学校・蟹江町立舟入小学校の校区である。

## 卒業後の進路
ほとんどの生徒が高等学校や専門学校に進学する。進学先は、自転車通学のできる海部地域や名古屋市中川区・港区が多いが、電車を利用して名古屋市内への進学する者も多い。

## 著名な出身者
- 横江淳一 - 現蟹江町長。
- 蒲生純一 - 俳優。
- 成田正弘 - バスケットボール選手。
- 大久保翼 - お笑い芸人。

## その他
2011年5月11日午後4時半頃、福井県道249号田烏公園線で土砂崩れが発生し、この道路の先にある国立若狭湾青少年自然の家で活動中だった本校2年生200人、同じ愛知県の稲沢市立千代田中学校1年生72人と両校の引率教諭、自然の家職員ら計312人が孤立する事態があった。
海部郡内の中学校では唯一、電車通学が認められている（近鉄蟹江駅〜富吉駅間）